# Steganacarus callainii
Steganacarus callainii är en kvalsterart som beskrevs av Bernini, S. Bernini och Avanzati 1989. Steganacarus callainii ingår i släktet Steganacarus och familjen Phthiracaridae. Inga underarter finns listade i Catalogue of Life.